# BELAC
Die BELAC (Akronym von Belgische Accreditatie-instelling) ist die nationale Akkreditierungsstelle des Königreichs Belgien. Sie ist das belgische Gegenstück zur DAkkS in Deutschland und dem belgischen Wirtschaftsministerium unterstellt.

## Gründungsgeschichte
In Belgien wurde die Struktur der Akkreditierung mit dem Gesetz vom 20. Juli 1990 eingeführt. Am 31. Januar 2006 wurde die BELAC durch königlichen Erlass gegründet. Im Zuge der europäischen Verordnung (EG) Nr. 765/2008 (Artikel 4 Absatz 1) mussten alle EU-Mitgliedstaaten ab 1. Januar 2010 eine einzige nationale Akkreditierungsstelle benennen. Für Belgien ist dies die BELAC.